# Lemurangis
Lemurangis es una sección del género Angraecum perteneciente a la familia de las orquídeas.
Contiene  unas nueve especies originarias de Madagascar. 

## Especies seleccionadas
Tiene unas nueve especies:
- Angraecum alleizettei Schltr.
- Angraecum falcifolium Bosser 1970
- Angraecum madagascariense Schltr. 1901